# Quintette pour piano et cordes no 1 de Dohnányi
Pour les articles homonymes, voir Quintette pour piano et cordes.
Le Quintette pour piano et cordes en ut mineur opus 1 est une composition de musique de chambre d'Ernst von Dohnányi. Composé en 1895 alors que l'auteur est élève à l'Académie des Beaux-arts de Budapest, il est créé la même année à Budapest par le compositeur au piano.

## Structure
1. Allegro
2. Scherzo: allegro vivace
3. Adagio quasi andante
4. Finale: Allegro animato

Durée d'exécution : trente minutes.